# Wolfgang Wien
Wolfgang Wien (* 28. März 1963 in Plön) ist ein Generalleutnant des Heeres der Bundeswehr und seit 2023 Deutscher Militärischer Vertreter bei der NATO und EU. Von 2021 bis 2023 war er Vizepräsident und Dienstältester Offizier des Bundesnachrichtendienstes.

## Militärische Laufbahn

### Ausbildung und erste Verwendungen
Wien trat 1982 als Soldat und Offizieranwärter in die Bundeswehr ein. Von 1983 bis 1986 absolvierte er die Offizierausbildung zum Offizier des Truppendienstes im Heer und ein Studium der Wirtschaftswissenschaften an der Universität der Bundeswehr Hamburg. Dieses schloss er als Diplom-Kaufmann ab. Von 1987 bis 1995 folgten Verwendungen in der Panzergrenadiertruppe als Zugführer beim Jägerbataillon 512 in Putlos und als Kompaniechef sowohl im Panzergrenadierbataillon 173 in Hamburg als auch im Jägerbataillon 523 in Lingen. Von 1995 bis 1997 absolvierte er die Ausbildung zum Offizier im Generalstabsdienst an der Führungsakademie der Bundeswehr in Hamburg im 38. Generalstabslehrgang Heer unter anderem zusammen mit Roderich Kiesewetter.

### Dienst als Stabsoffizier
Ab 1997 war Wien G 6 Op Stabsoffizier im Stab des IV. Korps in der Henning-von-Tresckow-Kaserne in Geltow (heute: Schwielowsee) und ab 1999 G 3 und Chef des Stabes der Panzerbrigade 42 in Potsdam. Von 2001 bis 2004 wurde Wien als Grundlagen-Referent für Strategie, militärpolitische Konzeptionen und Terrorismusbekämpfung (Referat III 2) im Führungsstab des Heeres im Bundesministerium der Verteidigung eingesetzt. Darauf folgte von 2004 bis 2006 eine Verwendung als Bataillonskommandeur des Panzergrenadierbataillons 421 in Brandenburg an der Havel. Anschließend wurde Wien von 2006 bis 2007 als Tutor und Direktor Lehre im Lehrgang Generalstabs-/Admiralstabsdienst National an der Führungsakademie der Bundeswehr in Hamburg eingesetzt. Es folgte von 2007 bis 2010 eine Verwendung als Adjutant und Büroleiter des Stellvertreters des Generalinspekteurs der Bundeswehr und Inspekteurs der Streitkräftebasis, Vizeadmiral Wolfram Kühn. Hierauf wurde er von 2010 bis 2012 als Dezernatsleiter Einsatz beim Stab des Deutschen Militärischen Vertreters bei der NATO und Europäischen Union in Brüssel eingesetzt. Von 2012 bis 2013 absolvierte Wien in den Vereinigten Staaten ein Masterstudium in National Security Strategy an der National Defense University/National War College in Washington, D.C., wo er den akademischen Grad eines Masters of Science erlangte. Anschließend wurde Wien Direktor Lehre und Chef des Stabes der Bundesakademie für Sicherheitspolitik in Berlin. Danach wurde er Leiter des Büros von Staatssekretär Gerd Hoofe im Bundesministerium der Verteidigung.

### Dienst als General
Zum 1. Januar 2017 wurde Wien, als Nachfolger von Brigadegeneral Michael Oberneyer, Chef des Stabes des Deutschen Militärischen Vertreters beim NATO-Militärausschuss und der Europäischen Union in Brüssel. Auf diesem Dienstposten erhielt er auch die Beförderung zum Brigadegeneral. Im Januar 2021 wurde Wien, unter Ernennung zum Generalmajor, Vizepräsident und Dienstältester Offizier des Bundesnachrichtendienstes. Er folgte Generalmajor Werner Sczesny nach, der Vizepräsident für militärische Angelegenheiten war.
Im September 2023 übergab er diesen Dienstposten an Brigadegeneral Dag Baehr und wurde zum 1. Oktober Nachfolger von Vizeadmiral Klaus-Michael Nelte als Deutscher Militärischer Vertreter bei der NATO und EU. Damit einher ging die Ernennung zum Generalleutnant.

### Auslandseinsätze
- 2000 Operationsstabsoffizier der Multinational Brigade South der KFOR, Prizren, Kosovo
- 2005 Kommandeur einer Multinational Battle Group der ISAF, Kabul, Afghanistan
- 2007 Büroleiter Kommandeur KFOR, Pristina, Kosovo

### Auszeichnungen
- Einsatzmedaille der Bundeswehr in Silber, KFOR
- Einsatzmedaille der Bundeswehr, ISAF

## Privates
Wien ist verheiratet und hat vier Kinder.

## Veröffentlichungen
- Neue Hoffnung für die Golfregion? – Perspektiven für ein umfassendes Sicherheitssystem vor dem Hintergrund regionaler Hegemonialbestrebungen und globaler Interessen. Jahresarbeit im Generalstabslehrgang LGAN 1997 an der Führungsakademie der Bundeswehr in Hamburg. In: Uwe Hartmann (Hrsg.): Analysen und Perspektiven: Studien zu Politik, Staat und Gesellschaft (= Wissenschaftliches Forum für Internationale Sicherheit [Hrsg.]: Schriftenreihe des Wissenschaftlichen Forums für Internationale Sicherheit. Band 14). Edition Temmen, Bremen 1999, ISBN 978-3-86108-737-3, S. 14–42.